# Grzybów (Końskie)
Pour les articles homonymes, voir Grzybów.
Grzybów est une localité polonaise de la gmina de Stąporków, située dans le powiat de Końskie en voïvodie de Sainte-Croix.